# Крехаїв
Креха́їв — село в Україні, у Остерській міській громаді Чернігівського району Чернігівської області. До 2020 орган місцевого самоврядування — Крехаївська сільська рада. Населення становить 382 особи (01.07.2025 р.).

## Географія
Село знаходиться на лівому березі річки Любич, рукава Десни. Навпроти Крехаєва, на правому березі річки знаходиться острів Любичів, який є найбільшим річковим островом України (його площа понад 4500 га).

## Історія
Перша згадка датується 3 січня 1480  р., коли остерський боярин  Волчко Боденьковський отримав Крехаїв від київського воєводи Мартина Гаштольда.  У 1552 р., король Казимир виніс вирок по справі шляхтичів цього села — Трабських. В 1552 р. мало назву Крохаєво. Того ж 1552 року замкове село Крохаевъ згадується в описі Остерського замку. Тоді в ньому мешкало принаймні 5 людей.
За даними на 1859 рік у козацькому селі Крихаїв (Крихаїве, Крохаїве) Остерського повіту Чернігівської губернії мешкало 1323 особи (645 чоловічої статі та 678 — жіночої), налічувалось 229 дворових господарств, існувала православна церква.
Станом на 1885 у колишньому державному й власницькому селі Остерської волості мешкало 1747 осіб, налічувалось 368 дворових господарства, існували православна церква, 2 постоялих будинки, лавка.
За переписом 1897 року кількість мешканців зросла до 2153 осіб (972 чоловічої статі та 1181 — жіночої), з яких 2144 — православної віри.
Під час організованого радянською владою Голодомору 1932—1933 років помер щонайменше 371 житель села.
12 червня 2020 року, відповідно до розпорядження Кабінету Міністрів України № 730-р «Про визначення адміністративних центрів та затвердження територій територіальних громад Чернігівської області», увійшло до складу Остерської міської громади.
19 липня 2020 року, в результаті адміністративно - територіальної реформи та ліквідації колишнього Козелецького району, село увійшло до складу новоутвореного Чернігівського району Чернігівської області.

## Політика

### Парламентські вибори, 2019
На позачергових парламентських виборах 2019 року у селі функціонувала окрема виборча дільниця № 740266, розташована у приміщенні клубу.
Результати
- зареєстровано 372 виборці, явка 65,86%, найбільше голосів віддано за «Слугу народу» — 39,17%, за Всеукраїнське об'єднання «Батьківщина» — 22,92%, за Радикальну партію Олега Ляшка — 11,67%[11]. В одномандатному окрузі найбільше голосів отримав Борис Приходько (самовисування) — 24,00%, за Сергія Коровченка (самовисування) — 21,78%, за Олега Дмитренка (самовисування) — 13,78%[12].

## Населення

### Мова
Розподіл населення за рідною мовою за даними перепису 2001 року:
| Мова       | Кількість | Відсоток |
| ---------- | --------- | -------- |
| українська | 720       | 98.23%   |
| російська  | 13        | 1.77%    |
| Усього     | 733       | 100%     |

## Відомі земляки
- Зубицька Наталія Іванівна (1954) — представниця нетрадиційної медицини, генеральний директор ТОВ «Фіто-Данімир».

## Галерея

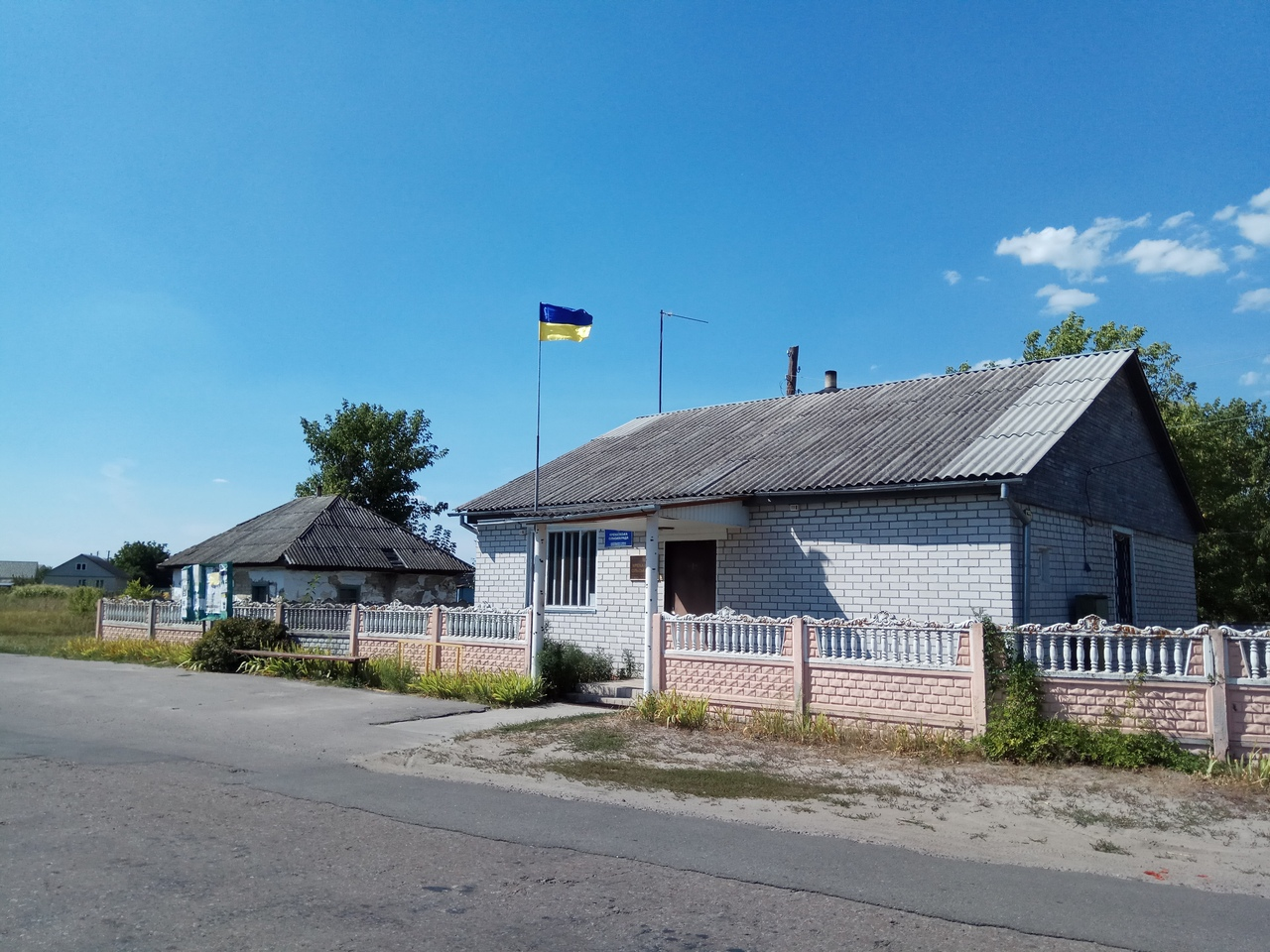
Крехаївська сільська рада
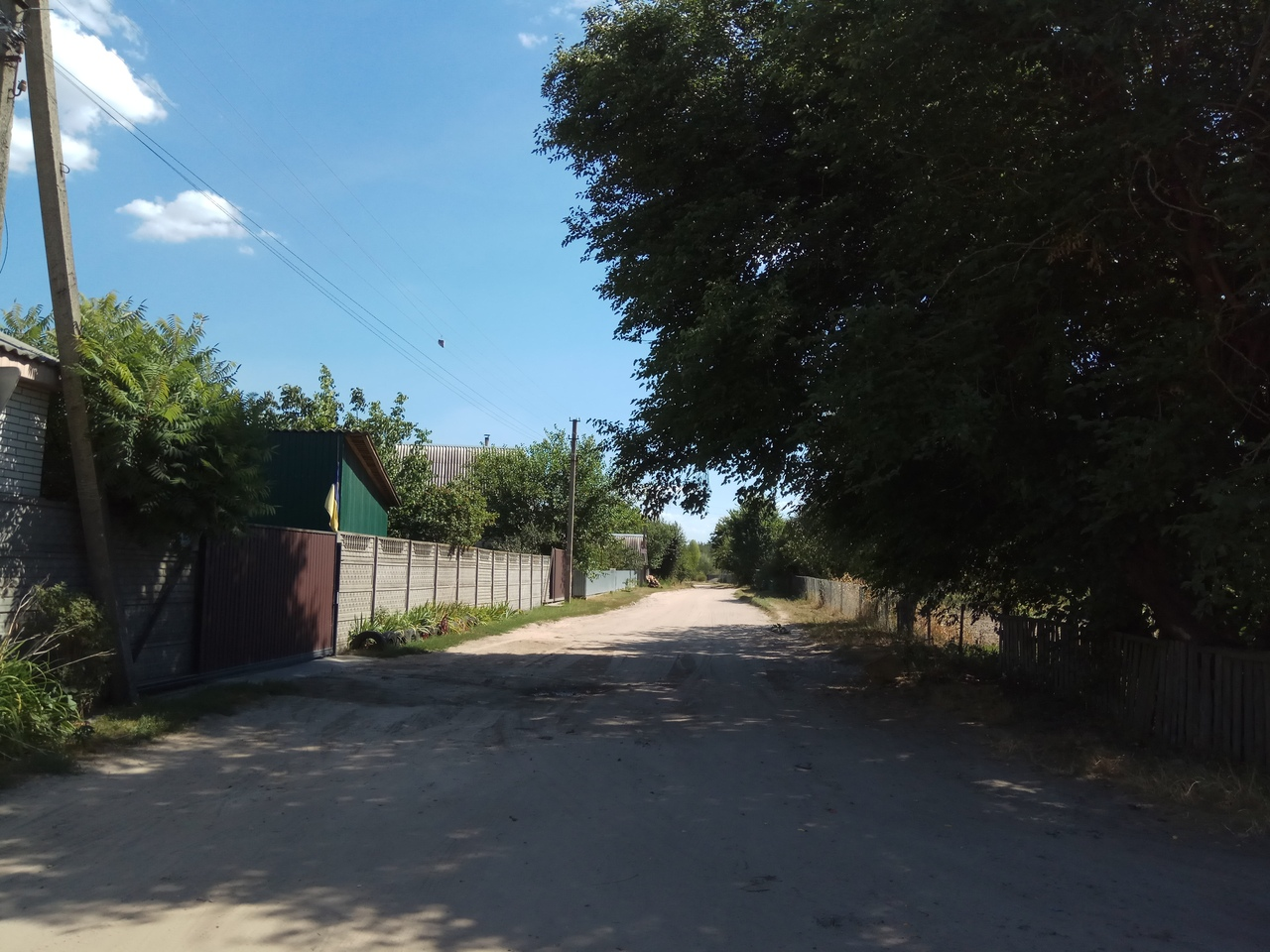
Вулиця в селі
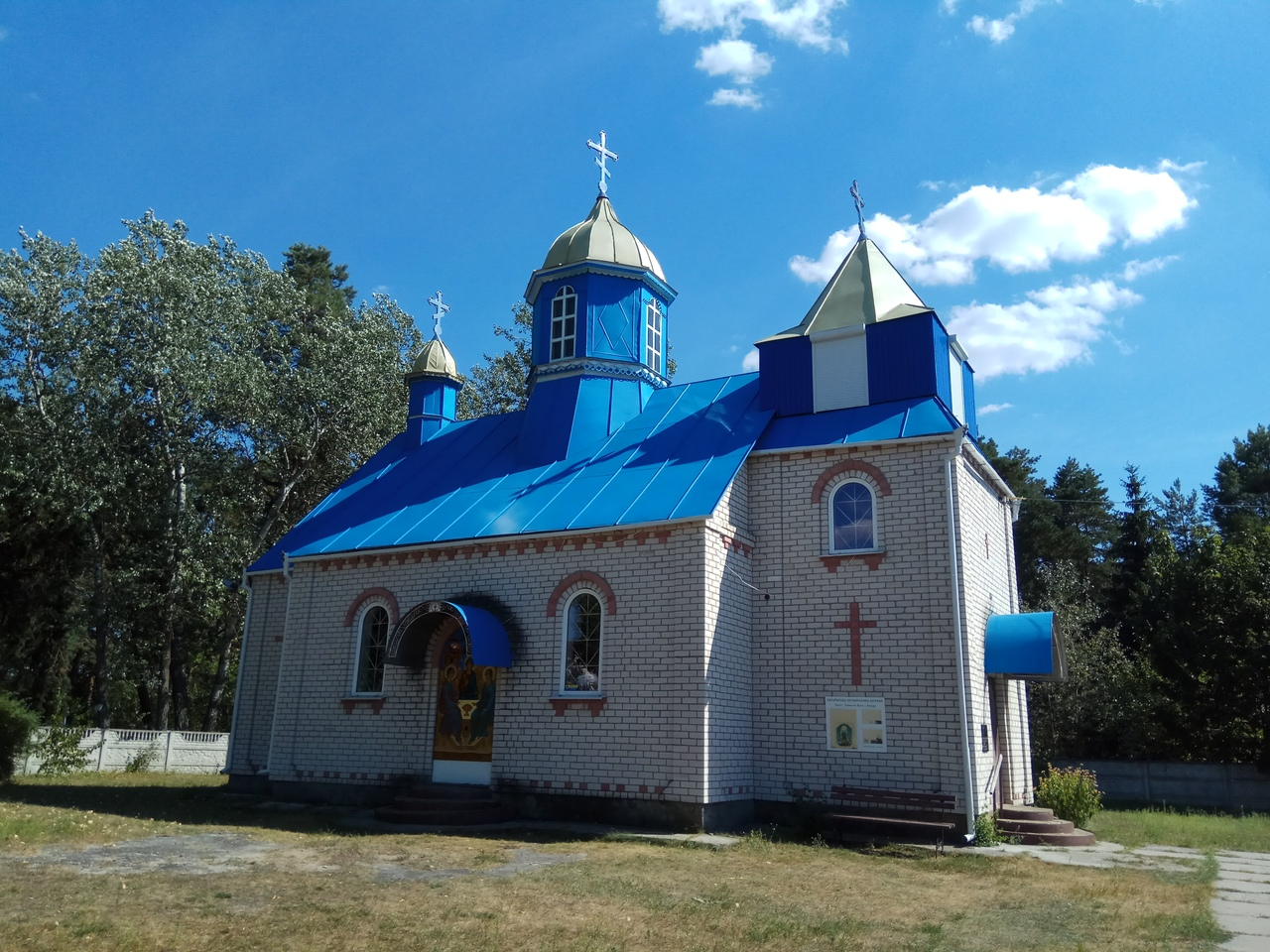
Українська Православна Церква Крехаїв
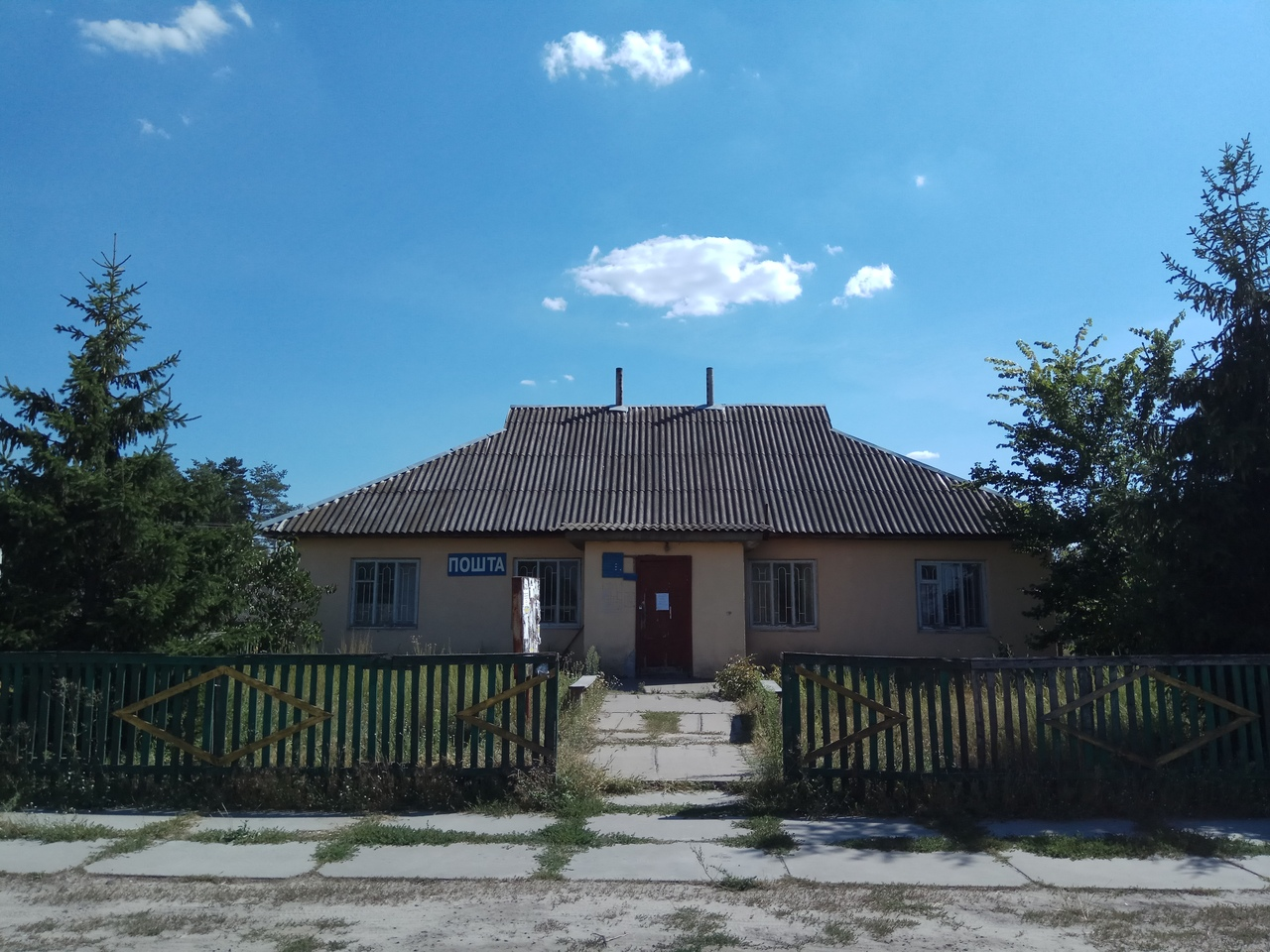
Пошта
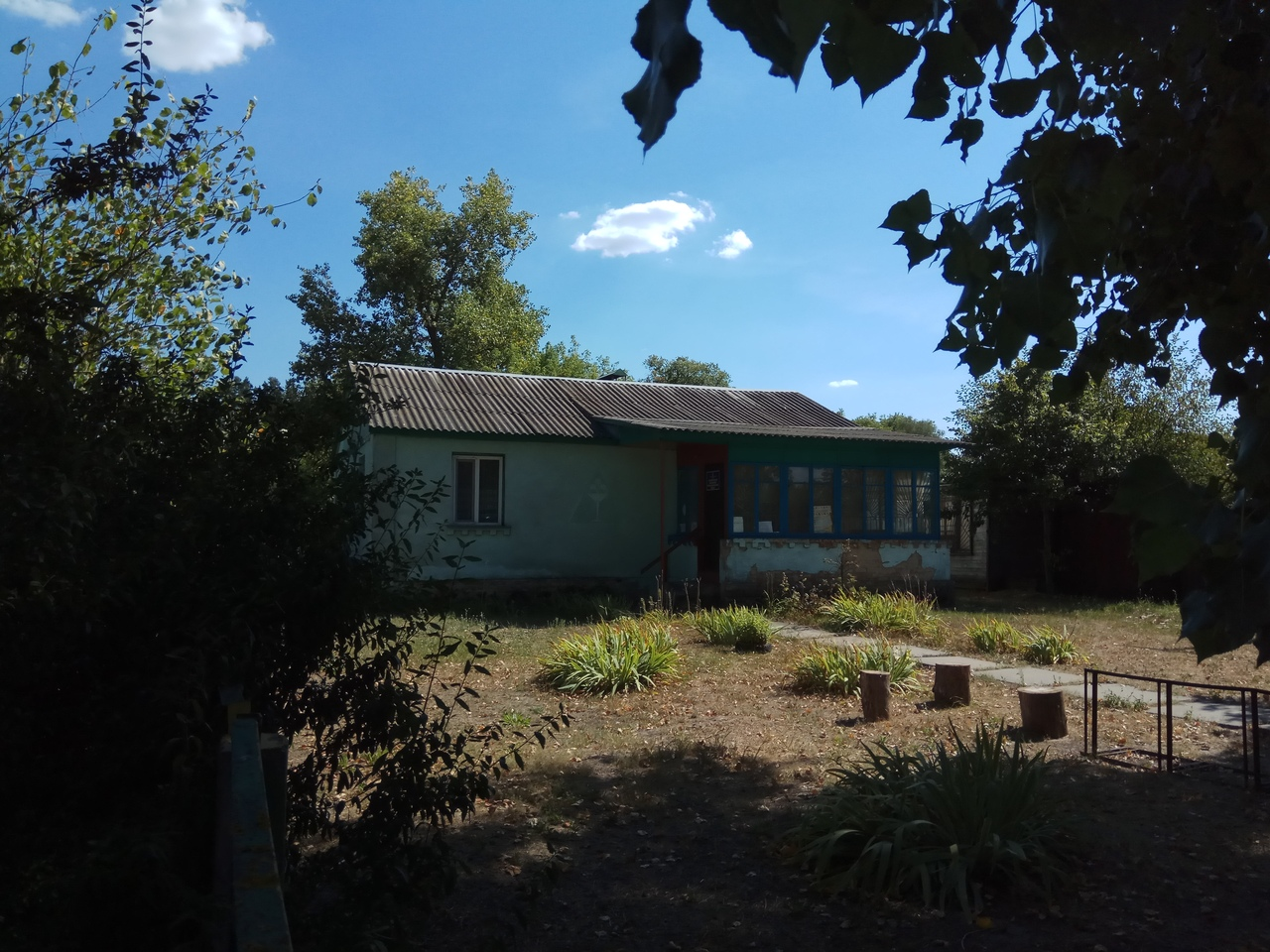
Фельдшерський пункт
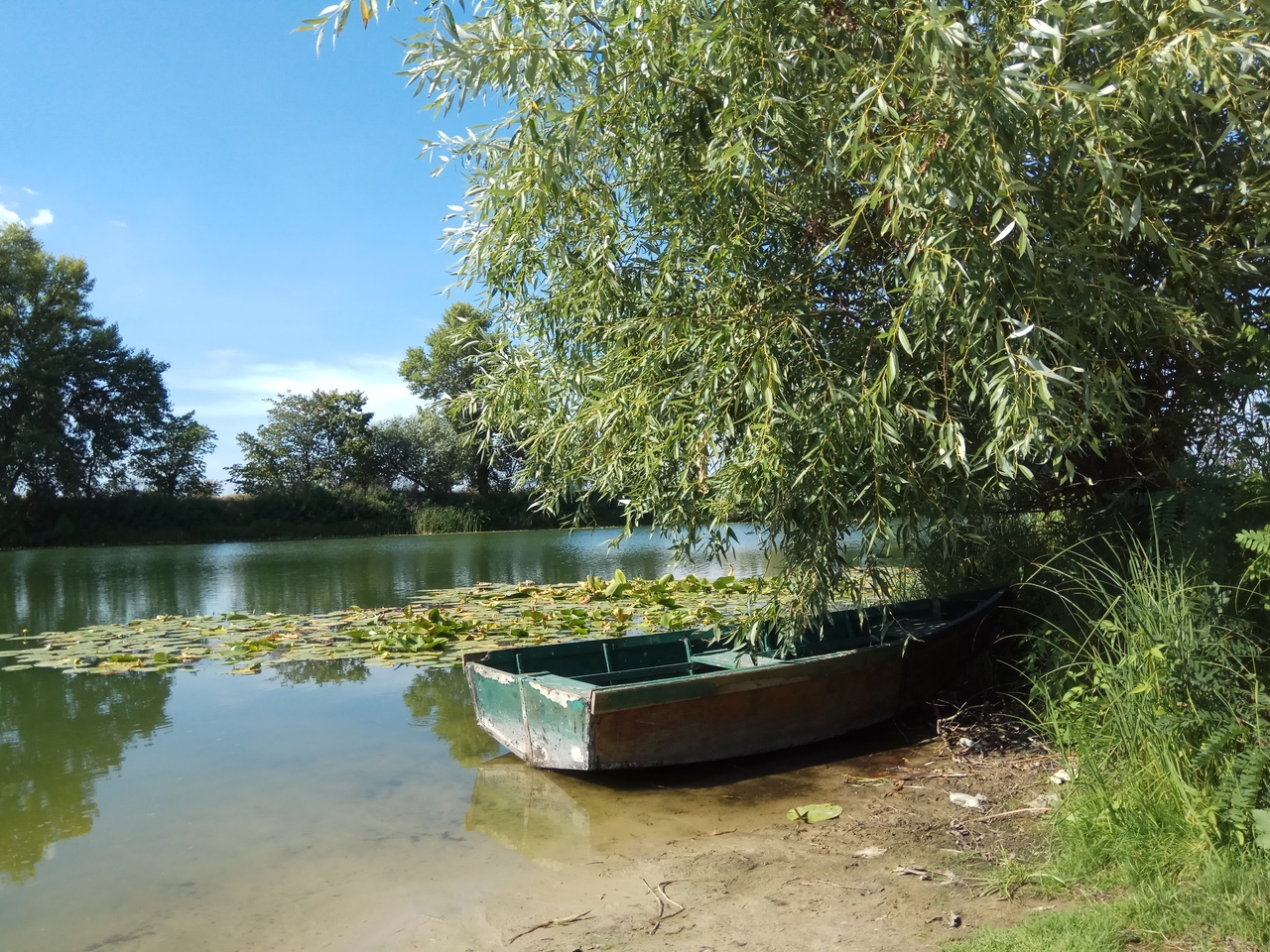
Рукав (протока) Рать